# Вайгач (атомный ледокол)
Вайга́ч — мелкосидящий атомный ледокол проекта «Таймыр» (проект 10580).
Отличительная черта данного проекта ледоколов — уменьшенная осадка, позволяющая обслуживать суда, следующие по Северному Морскому Пути с заходом в устья сибирских рек. Назван в честь гидрографического ледокольного судна начала XX века «Вайгач».

## История
Заложен на верфи «Хольстрем Хисталахти» концерна «Вяртсиля Меритеоллисуус» в Хельсинки (Финляндия).
В 1989 году ледокол был отбуксирован в СССР для достройки в Ленинград на Балтийский судостроительный завод им. Серго Орджоникидзе (№ 189), где был произведён монтаж ядерной энергетической установки на основе реактора КЛТ-40М. Введён в эксплуатацию 25 июля 1990 года.
В феврале — марте 2011 года «Вайгач» работал в Финском заливе в связи с тяжёлой ледовой обстановкой на подступах к Санкт-Петербургу.
В 2017 году ресурс энергоустановки был в очередной раз продлён до 200 тыс. часов, что позволило эксплуатировать ледокол до вступления в строй ледоколов проекта 22220.

## Ледокол
Главные двигатели ледокола развивают мощность в 50 000 л. с. и позволяют ледоколу следовать через лёд толщиной в 1,77 метра со скоростью 2 узла. Ледокол может действовать при температурах до −50 °C. Расчётная температура воды −2 °С…+10 °С (+23 °С при ограниченной мощности).
Основное применение — сопровождение транспортных судов с продукцией комбината Норильский никель из Норильска и судов с лесом и рудой от Игарки до Диксона.
Всего было построено два ледокола этого проекта: «Таймыр» и «Вайгач». Их строительство было важной вехой в истории сотрудничества Финляндии и СССР.
Многие годы «Вайгач», наряду с «Таймыром», являлся основным ледоколом на маршруте Мурманск — Дудинка.

### Фотогалереи и базы данных по приписке
- Список ледоколов проекта 10580 (Финляндия), типа Таймыр.